# Allactaga severtzovi
Allactaga severtzovi је врста глодара из породице скочимиш (Dipodidae).

## Распрострањење
Ареал врсте је ограничен на мањи број држава. Присутна је у следећим државама: Казахстан, Туркменистан, Таџикистан и Узбекистан.

## Станиште
Станишта врсте су речни екосистеми и пустиње. 

## Начин живота
Врста Allactaga severtzovi прави подземне јазбине. Број младунаца је 3-7 по окоту, понекад двапут годишње.

## Угроженост
Ова врста је наведена као последња брига, јер има широко распрострањење и честа је врста.